# Gary Daniels
Gary Edward Daniels (London, 1963. május 9. –) angol színész, producer, harcművész, harcművészeti koordinátor és korábbi könnyűsúlyú kick-box világbajnok.

## Élete
1963. május 9-én született Londonban (Anglia). Daniels elmondta, hogy nyolcéves korában inspirálta a harcművészetek tanulása, miután látta A sárkány közbelép című Bruce Lee-film előzetesét. Ezt követően elmondta, hogy három-négy évig egy kungfu iskolába járt, majd áttért a taekwondóra, amivel tízéves kora körül már versenyszerű kickboxoló lett, és fekete övet szerzett.
1980-ban az Amerikai Egyesült Államokba költözött, hogy folytassa sportkarrierjét. 1990-ben megnyerte a WKBA kaliforniai állami könnyűsúlyú bajnokságot, illetve a PKA könnyűsúlyú világbajnokságot. 2. dan lett belőle, és elkezdett versenyezni az ITF taekwondo versenyeken. Agresszív stílusa azonban nem tetszett a brit versenybíróknak, és 3 küzdelmet diszkvalifikációval veszített el.

## Harcművészetek és fitnesz
Daniels tanult muay thai-t, kick-boxot, taekwondót, bokszot, nindzsucut és északi saolin kungfut. Filmjeiben vegyes harcművészeti stílust alkalmaz, erős, lendületes rúgásokkal vezet, és néha közelharcot vív összetett kéz-kéz elleni koreográfiával.
Daniels elmondta, hogy fő diszciplínája a Siu Lum Wong Gar Kune (Shaolin Wong Családi Ököl), és Sifu Winston Omegától tanul.

## Filmográfia

### Film
- Tekken (2009)
- The Expendables – A feláldozhatók (2010)
- Rumble - Az alvilág harcosa (2016)

### Televízió
| Év   | Magyar cím          | Eredeti cím             | Szerep        | Megjegyzés                                   |
| ---- | ------------------- | ----------------------- | ------------- | -------------------------------------------- |
| 1986 | Miami Vice          | Miami Vice              | Male stripper | Epizód: "Walk-Alone" Stáblistán nem szerepel |
| 1999 |                     | Sons of Thunder         | Lannark       | Epizód:: "Apuci lánya"                       |
| 2008 | Bruce Lee legendája | The Legend of Bruce Lee | Ed Parker     | 2 epizód                                     |
| 2013 |                     | Payday                  | Hector        | Epizód:: "Hector"                            |
| 2021 |                     | Kung Fu                 | Master Drake  | Epizód:: Guidance                            |

### Videojátékok
| Év   | Cím      | Szerep | Megjegyzés |
| ---- | -------- | ------ | ---------- |
| 2013 | Payday 2 | Hector |            |

## Profi kickbox rekordja
| Dátum                                                        | Eredmény    | Ellenfél                | Esemény                          | Helyszín                       | Módszer   | Menet | Idő  |
| 2008                                                         | Vereség     | THA                     |                                  | Thaiföld                       | Döntetlen | 5     | 3:00 |
| 1993-00                                                      | Győzelem    | ENG                     | Profi Karate Szövetség           | London, Anglia                 | KO        |       |      |
| 1992-00                                                      | Győzelem    | ENG                     | Profi Karate Szövetség           | London, Anglia                 | KO        |       |      |
| 1991-12-03                                                   | Eldöntetlen | Don "The Dragon" Wilson | Világ harcművészeti Extravaganza | Birmingham, Egyesült Királyság | bemutató  | 3     |      |
| 1990-11                                                      | Győzelem    | ENG                     | Profi Karate Szövetség           | London, Anglia                 |           |       |      |
| Megnyerte a PKA könnyűsúlyú világbajnokságot.                |             |                         |                                  |                                |           |       |      |
| 1990-11                                                      | Győzelem    | USA                     | Világ Kick Boxing Szövetség      | Kalifornia, USA                |           |       |      |
| Megnyerte a WKBA kaliforniai állami könnyűsúlyú bajnokságot. |             |                         |                                  |                                |           |       |      |

## Fordítás
- Ez a szócikk részben vagy egészben  a   Gary Daniels című angol Wikipédia-szócikk fordításán alapul.  Az eredeti cikk szerkesztőit annak laptörténete sorolja fel. Ez a jelzés csupán a megfogalmazás eredetét és a szerzői jogokat jelzi, nem szolgál a cikkben szereplő információk forrásmegjelöléseként.